# Albert-Schweitzer-Straße 1 (Quedlinburg)

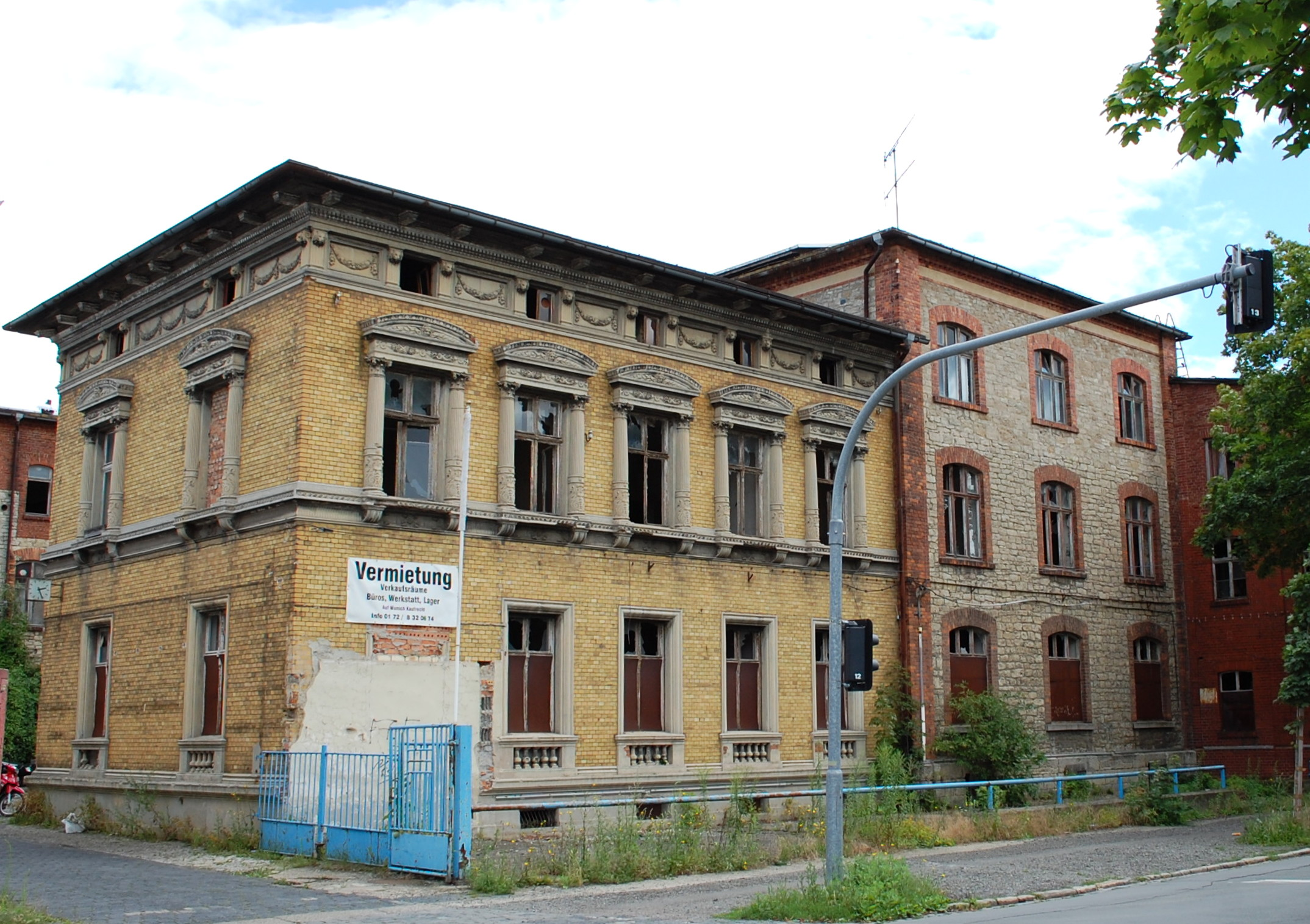
Albert-Schweitzer-Straße 1

Das Haus Albert-Schweitzer-Straße 1 ist ein denkmalgeschütztes Gebäude in der Stadt Quedlinburg in Sachsen-Anhalt. Es besteht aus einer Fabrik mit angegliederter Fabrikantenvilla und gehört zur frühen Industriearchitektur in Quedlinburg.

## Lage
Das Grundstück befindet sich südlich der historischen Altstadt Quedlinburgs im Stadtteil Süderstadt. Das Gebäude ist im Quedlinburger Denkmalverzeichnis eingetragen.

## Architektur und Geschichte
Die zweieinhalbgeschossige Villa entstand im Stil eines italienisierenden Neobarock in der Zeit vor 1889, möglicherweise nach Plänen des Architekten Max Schneck. Die aus gelben Klinkern bestehende Fassade wird durch Gurtgesimse gegliedert. Die Fenster des Obergeschosses sind von Säulen eingerahmt. Drempel sind in antikisierender Form gestaltet.
An die Villa schließt ein dreigeschossiger, aus Natursteinen errichteter Fabrikteil an, dessen Fenster durch Ziegelsteine eingefasst sind.
Derzeit (Stand 2012) ist das Gebäude sanierungsbedürftig. Teile der umgebenden Fabrikgebäude sind jedoch in Nutzung.